# ۲۹ فروردین
۲۹ فروردین بیست و نهمین روز سال در گاه‌شماری خورشیدی است. به پایان سال ۳۳۶ روز (۳۳۷ روز در سال کبیسه) باقی‌است.

## رویدادها
- ۱۳۹۶ - اجرای حکم قطع دست یک متهم به سرقت و قتل در زندان عادل‌آباد شیراز
- ۱۴۰۰ - زمین‌لرزه ۱۴۰۰ بندر گناوه
- ۱۴۰۱ - حادثه ۲۹ فروردین ۱۴۰۱ فروند بوئینگ ۷۳۷ هواپیمایی کاسپین

## زادروزها
- ۱۳۱۵ - مازیار بازیاران، دوبلور
- ۱۳۱۸ - سید علی خامنه‌ای، دومین رهبر جمهوری اسلامی ایران
- ۱۳۴۹ - افشین نخعی، بازیگر
- ۱۳۵۵ - مزدک میرعابدینی، بازیگر
- ۱۳۵۸ - وحید رهبانی، بازیگر
- ۱۳۶۰ - مهراوه شریفی‌نیا، بازیگر
- ۱۳۷۰ - سامان نریمان جهان، بازیکن فوتبال

## درگذشت‌ها
- ۱۳۵۴ - بیژن جزنی، از بنیان‌گذاران سازمان چریک‌های فدایی خلق ایران
- ۱۳۷۵ - جلال مقدم، بازیگر
- ۱۳۸۵ - سید هادی میرمیران، معمار
- ۱۳۹۱ - ایلوش خوشابه، بازیگر
- ۱۳۹۷ - بهمن ورمزیار، از شهروندان ایران
- ۱۴۰۰ - سید محمد حجازی، جانشین فرمانده نیروی قدس سپاه پاسداران انقلاب اسلامی

## مناسبت‌ها
- روز ارتش جمهوری اسلامی ایران[۱]